# リム・シン2世
リム・シン2世（りむ・しん2せい、生没年不詳）は古代オリエントの古代都市ラルサ王（在位:紀元前1678年 - 紀元前1674年）。リム・シン2世はバビロンのサムス・イルナと同一時代の人物である。